# Fjällviol
Fjällviol (Viola biflora) är en art i familjen violväxter och förekommer naturligt i arktiska och tempererade Eurasien, samt i nordvästra Nordamerika. Den återfinns även i mellersta och södra Europas alla fjäll och alpkedjor.
I Sverige går den inte längre söderut än till norra Dalarna och Hälsingland; i Finland finns den endast allra nordligast, uti Inari lappmark och så vidare; i Norge är den vida utbredd, men stiger endast tillfälligtvis ned i fjälldalarna. Högväxt och storblommig i fjällsidornas björkskog ända upp till Nordkap, ses denna växt mycket låg, fåbladig och småblommig i fjällhedarnas lavmatta ovanför trädgränsen. 
Fjällviol är till sin allmänna byggnad är ganska lik skogsviol (V. riviniana) och ängsviol (V. canina), men är i den svenska floran unik genom sin gula blomfärg och sin uteslutande alpina utbredning. Till blomkronans form närmar den sig styvmorsviol (V. tricolor).

## Varieteter
I Kina förekommer varieteten V. b. var. rockiana som har relativt små, nästan runda blad. Typvarieteten V. b. var. biflora har njurformade, större blad.

## Synonymer
var. biflora
Viola biflora var. acuminata Maximowicz
Viola biflora var. hirsuta W. Becker
Viola biflora var. nudicaulis W. Becker
Viola biflora var. valdepilosa Handel-Mazzetti
Viola chingiana W. Becker
Viola kanoi Sasaki
Viola nudicaulis (W. Becker) S. Y. Chen
Viola reniformis Wall.
Viola schulzeana W. Becker
Viola tayemonii Hayata
Viola wallichiana subsp. brevicornis W. Becker.
var. rockiana (W. Becker) Y. S. Chen
Viola rockiana W. Becker
Viola jizushanensis S. H. Huang.

## Etymologi
Fjällviolens artepitet, biflora, syftar på att fjällviolen är tvåblommig, det vill säga att varje stjälk oftast bär upp två blommor. Ett äldre namn på fjällviolen som anges av Carl von Linné är fjällfioler. Den har även kallats för gulviol och tvillingviol.